# 沙头东线路所
沙头东线路所是位于广东省佛山市三水区西南街道的一个线路所，用于连接广珠铁路与广茂铁路。线路所开通于2022年11月8日，隶属中国铁路广州局集团，仅用于列车转线，不对外办理客货运业务。

## 概况
沙头东线路所位于广珠铁路官窑站与横江线路所之间。沙狮联络线经道岔侧向引出，转向西南汇入广茂铁路。线路所所在广珠线上下行方向均为电气化复线，沙狮联络线方向亦为复线。